# Studnia Świętego Marcina

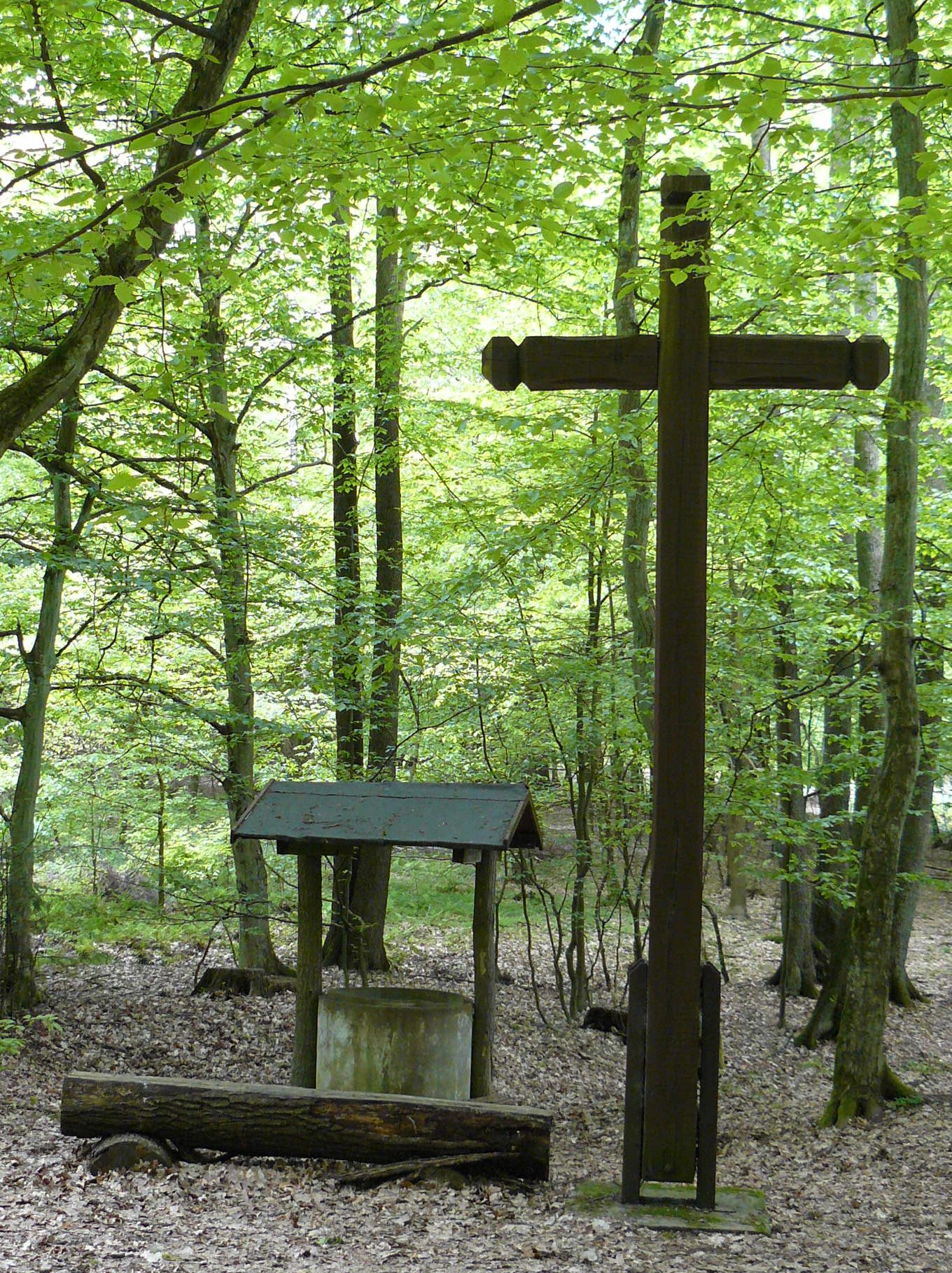
Widok ogólny

Studnia Świętego Marcina – studnia, drewniany krzyż i towarzysząca im infrastruktura turystyczna zlokalizowana na terenie Dąbrów Krotoszyńskich (kompleks Las Miejski), na południowy wschód os Leśniczówki Helenopol i rezerwatu przyrody Buczyna Helenopol w gminie Zduny.
Pierwsza wzmianka o tym miejscu pochodzi z 1663. Stał tu wtedy drewniany kościół pod wezwaniem św. Marcina oraz pustelnia. W 1790 świątynię zamknięto ze względu na zły stan techniczny. Obiekt całkowicie zniszczał, w związku z czym w 1834 resztki rozebrano. W czasach zaboru pruskiego gromadziła się tu na spotkaniach patriotycznych młodzież krotoszyńska, zrzeszona w Towarzystwie Tomasza Zana. W tych tajnych złazach uczestniczyli m.in. bł. Michał Kozal, bp Stanisław Łukomski, historyk Kazimierz Krotoski i dr Władysław Bolewski.